# Luzerna
Luzerna är en kommun i Brasilien. Den är belägen i delstaten Santa Catarina, i den södra delen av landet, 1 300 km söder om huvudstaden Brasília. Antalet invånare är 5 599.
I omgivningarna runt Luzerna växer huvudsakligen savannskog. Runt Luzerna är det ganska tätbefolkat, med 90 invånare per kvadratkilometer.  Klimatet i området är fuktigt och subtropiskt. Årsmedeltemperaturen i trakten är 18 °C. Den varmaste månaden är januari, då medeltemperaturen är 23 °C, och den kallaste är juli, med 12 °C. Genomsnittlig årsnederbörd är 2 613 millimeter. Den regnigaste månaden är juni, med i genomsnitt 322 mm nederbörd, och den torraste är maj, med 159 mm nederbörd.